# 于武陵
于 武陵（う ぶりょう、810年 - ?）は、中国唐の詩人。名は鄴（ぎょう）。武陵は字であるが、通常は字で呼ばれていた。京兆府万年県杜曲（現在の陝西省西安市長安区杜曲街道）の出身。

## 略歴
宣宗の大中9年（835年）に進士となったが、官界の生活に望みを絶ち、書物と琴とを携えて天下を放浪し、時には易者となったこともある。洞庭湖付近の風物を愛し、定住したいと希望したが果たせず、嵩山の南に隠棲した。
今、『于武陵集』一巻が残っている。

## 詩人としての彼
作品に、『勧酒（かんしゅ）』（五言絶句）がある。井伏鱒二の訳詩集『厄除け詩集』に収録された訳詩が有名である。
| 勧酒       |                                           |
| 勸君金屈巵 | 君に勧める 金屈巵（きんくっし）           |
| 滿酌不須辭 | 満酌（まんしゃく） 辞するを須（もち）いず |
| 花發多風雨 | 花発（ひら）けば風雨多く                  |
| 人生足別離 | 人生 別離足（おお）し                     |